# Fyvush Finkel
Fyvush Finkel (Brooklyn, 9 ottobre 1922 – Manhattan, 14 agosto 2016) è stato un attore statunitense, conosciuto per la sua interpretazione nella serie televisiva La famiglia Brock, che gli ha valso un Premio Emmy nel 1994. Ha partecipato anche alla serie Boston Public.

## Filmografia parziale

### Cinema
- Monticello, Here We Come (1950)
- Un poliziotto fuori di testa (Off Beat), regia di Michael Dinner (1986)
- Seize the Day, regia di Fielder Cook (1986)
- Ricordi di Brighton Beach (Brighton Beach Memories), regia di Gene Saks (1986)
- Terzo grado (Q & A), regia di Sidney Lumet (1990)
- L'impero del crimine (Mobsters), regia di Michael Karbelnikoff (1991)
- Buona fortuna, Mr. Stone (The Pickle), regia di Paul Mazursky (1993)
- Amore con interessi (For Love or Money), regia di Barry Sonnenfeld (1993)
- Gli intrighi del potere - Nixon (Nixon), regia di Oliver Stone (1995)
- The Crew, regia di Michael Dinner (2000)
- The Urn, regia di Skip Usen (2008)
- A Serious Man, regia di Ethan Coen e Joel Coen (2009)
- The Other Men in Black, regia di Philip R. Garrett (2013)

### Televisione
- Evergreen (1985)
- La famiglia Brock (Picket Fences) (1992-1996)
- Fantasilandia (Fantasy Island) (1998-1999)
- Boston Public (2000-2004)